# Чемпіонат України з футболу серед жінок 2022—2023: вища ліга
Вища ліга чемпіонату України з футболу серед жінок 2022/2023 — 32-й сезон вищої ліги України з футболу, що проводився серед жіночих колективів. За три тури до кінця чемпіонату чемпіоном достроково стала полтавська «Ворскла».
Чемпіонат попереднього сезону через російську агресію не було дограно, і в ньому не визначали переможців та призерів. В порівняні з ним, цей сезон турніру зазнав значних змін, як у самому форматі змагань, так і у складі команд-учасниць. Через бойові дії в своїх регіонах у сезоні 2022/2023 на участь у вищій лізі не заявились діючі на той момент чемпіонки країни — «Житлобуд-1» з Харківщини та бронзові призерки — «Восход» з Херсонщини. Натомість перейшли одразу чотири команди з першої ліги: донецький «Шахтар», київське «Динамо», «Дніпро-1» та рівненський «Верес». Для «Шахтаря» цей сезон у вищій лізі став дебютним. На базі ЖФК «Житлобу́д-2» була створена команда під назвою «Ворскла», що офіційно є правонаступником харківської команди, але тепер представляє місто Полтаву.

## Учасники
Склад учасників:
| Команда         | Населений пункт | Стадіон                                                               |
| --------------- | --------------- | --------------------------------------------------------------------- |
| «Атекс»         | Київ            | «Лівий Берег» (Київська область), НТБ «Колос» (Софіївська Борщагівка) |
| «Верес»         | Рівне           | «Колос» (Костопіль), «Колос» (Млинів), «Авангард» (Рівне)             |
| «Ворскла»       | Полтава         | «Молодіжний» (Полтава)                                                |
| «Динамо»        | Київ            | НТБ «Динамо» (Конча-Заспа, Київська область)                          |
| «Дніпро-1»      | Дніпро          | «Дніпро-Арена» (Дніпро)                                               |
| «ЕМС-Поділля»   | Вінниця         | ПДЮ (Вінниця)                                                         |
| «Колос»         | Ковалівка       | «Колос» (Ковалівка), Центральний (Калинівка)                          |
| «Кривбас»       | Кривий Ріг      | «Гірник» (Кривий Ріг)                                                 |
| «Ладомир»       | Володимир       | «Олімп» (Володимир)                                                   |
| ЖФК «Маріуполь» | Маріуполь       | НТК імені Віктора Баннікова (Київ)                                    |
| «Пантери»       | Умань           | Центральний стадіон (Умань)                                           |
| «Шахтар»        | Донецьк         | CТБ «Арсенал» (Щасливе, Київська область)                             |

## Таблиця чемпіонату
| М  | Команда       | І  | В  | Н | П  | РМ     | О  |
| -- | ------------- | -- | -- | - | -- | ------ | -- |
|    | «Ворскла»     | 22 | 22 | 0 | 0  | 147−4  | 66 |
|    | «Кривбас»     | 22 | 19 | 0 | 3  | 120−10 | 57 |
|    | «Колос»       | 22 | 16 | 1 | 5  | 54−12  | 49 |
| 4  | «Шахтар»      | 22 | 16 | 0 | 6  | 74−27  | 48 |
| 5  | «Ладомир»     | 22 | 12 | 0 | 10 | 83−49  | 36 |
| 6  | «Дніпро-1»    | 22 | 9  | 2 | 11 | 47−49  | 29 |
| 7  | «Динамо»      | 22 | 9  | 2 | 11 | 35−41  | 29 |
| 8  | «Верес»       | 22 | 6  | 2 | 14 | 33−71  | 20 |
| 9  | «Маріуполь»   | 22 | 6  | 1 | 15 | 23−78  | 19 |
| 10 | «ЕМС-Поділля» | 22 | 5  | 3 | 14 | 22−61  | 18 |
| 11 | «Пантери»     | 22 | 5  | 2 | 15 | 20−75  | 17 |
| 12 | «Атекс»       | 22 | 0  | 1 | 21 | 8−189  | 1  |

Позначення:

## Найкращі бомбардирки
| Місце | Гравець           | Клуб                 | Голи |
| ----- | ----------------- | -------------------- | ---- |
| 1     | Яна Калініна      | «Ворскла» Полтава    | 39   |
| 2     | Поліна Янчук      | «Кривбас» Кривий Ріг | 37   |
| 3     | Вікторія Гірин    | «Ладомир» Володимир  | 36   |
| 4     | Роксолана Кравчук | «Ворскла» Полтава    | 24   |
| 5     | Вероніка Андрухів | «Ворскла» Полтава    | 23   |
| 6     | Єлизавета Молодюк | «Шахтар» Донецьк     | 20   |
| 7     | Вікторія Головач  | «Шахтар» Донецьк     | 18   |